# Pholodes rufiplaga
Pholodes rufiplaga är en fjärilsart som beskrevs av W. Warren 1899. Pholodes rufiplaga ingår i släktet Pholodes och familjen mätare. Inga underarter finns listade i Catalogue of Life.